# Li Guojie
Li Guojie (în chineză: 黎国介, n. 15 octombrie 1985, Chengdu, Republica Populară Chineză) este un scrimer chinez specializat pe spadă. 
A participat la Jocurile Olimpice de vară din 2008 de la Beijing, unde a pierdut în tabloul de 32 cu sud-coreeanul Jung Jin-sun. La Olimpiada din 2012 de la Londra, a fost eliminat la o tușă în turul întâi de americanul Weston Kelsey.